# Theretra improvisa
Theretra improvisa là một loài bướm đêm thuộc họ Sphingidae. Nó được tìm thấy ở Bioko.
Sải cánh dài khoảng 50 mm. 